# Субботін Микола Іванович
Микола Іванович Субботін (1908, м. Харків — 5 березня 1943, с. Таранівка, Харківська область) — учасник німецько-радянської війни, Герой Радянського Союзу, один із широнінців.

## Біографія
Микола Субботін народився 1908 року у Харкові. У 1942 році Субботін був мобілізований до лав Робітничо-селянської Червоної Армії. З липня того ж року — на фронтах німецько-радянської війни. До березня 1943 року гвардії червоноармієць Микола Субботін був стрільцем 78-го гвардійського стрілецького полку 25-ї гвардійської стрілецької дивізії 6-ї армії Південно-Західного фронту.
2—5 березня 1943 року Миколай Субботін в складі свого взводу, яким командував лейтенант Широнін, брав участь у відбитті контратак німецьких танкових і піхотних частин біля залізничного переїзду на південній околиці села Таранівка Зміївського району Харківської області Української РСР. У тих боях він загинув. Похований у братській могилі на місці бою.
Указом Президії Верховної Ради СРСР від 18 травня 1943 року за «зразкове виконання бойових завдань командування на фронті боротьби з німецькими загарбниками і проявлені при цьому мужність і героїзм» гвардії червоноармієць Миколай Субботін посмертно був удостоєний звання Героя Радянського Союзу. Також посмертно був нагороджений орденом Леніна.